# Блэкфорд (округ)
Блэ́кфорд (англ. Blackford County) — округ в штате Индиана, США. Официально образован 2 апреля 1838 года. По состоянию на 2010 год, численность населения составляла 12 766 человек.

## География
По данным Бюро переписи населения США, общая площадь округа равняется 428,853 км2, из которых 427,558 км2 суша и 1,295 км2 или 0,300 % это водоёмы.

## Климат
В Блэкфорде типичный для Среднего Запада сезонный влажный континентальный климат. Здесь есть четыре отчётливо выраженных сезона: зима холодная с умеренным снегопадом, а лето может быть тёплым и влажным.
Самая высокая средняя температура в июле составляет примерно 84 °F (29 °C), а самая низкая средняя температура в январе составляет около 18 °F (−8 °C). Однако летние температуры могут превышать 90 °F (32 °C), а зимние — опускаться ниже 0 °F (−18 °C).
Среднемесячное количество осадков колеблется от 2 до 4 дюймов (от 5,1 до 10,2 сантиметров), причём самые обильные осадки выпадают в июне, июле и августе. Самая высокая зарегистрированная температура в столице округа составила 104 °F (40 °C) 29 июня 2012 года, а самая низкая зарегистрированная температура составила −26,0 °F (−32,2 °C) 19 января 1994 года.

## Население
По данным переписи населения 2010 года в округе проживает 12 766 жителей в составе 5 236 домашних хозяйств и 3 567 семей. Плотность населения составляет 29,80 человек на км2. Расовый состав населения: белые — 97,70 %, афроамериканцы — 0,40 %, коренные американцы (индейцы) — 0,20 %, азиаты — 0,10 %, гавайцы — 0,00 %, представители других рас — 0,30 %, представители двух или более рас — 1,30 %. Испаноязычные составляли 0,90 % населения независимо от расы.
В составе 38,90 % из общего числа домашних хозяйств проживают дети в возрасте до 18 лет, 68,10 % домашних хозяйств представляют собой супружеские пары проживающие вместе, 31,80 % домашних хозяйств не имеют отношения к семьям, 40,10 % домашних хозяйств состоят из престарелых (65 лет и старше), проживающих в одиночестве. Средний размер домашнего хозяйства составляет 2,41 человека, и средний размер семьи 2,88 человека.
Возрастной состав округа: 22,80 % моложе 18 лет, 21,60 % от 18 до 24, 0,00 % от 25 до 44, 0,00 % от 45 до 64 и 0,00 % от 65 и старше. Средний возраст жителя округа 42.4 лет. На каждые 100 женщин приходится 0,00 мужчин. На каждые 100 женщин старше 18 лет приходится 0,00 мужчин.
Средний доход на домохозяйство в округе составлял 34 760 USD, на семью — 41 758 USD. Среднестатистический заработок мужчины был 30 172 USD против 21 386 USD для женщины. Доход на душу населения составлял 16 543 USD. Около 6,00 % семей и 8,70 % общего населения находились ниже черты бедности, в том числе — 12,30 % молодежи (тех, кому ещё не исполнилось 18 лет) и 8,60 % тех, кому было уже больше 65 лет.